# Pterolichus
Pterolichus är ett släkte av spindeldjur som beskrevs av Mégnin in Robin och Mégnin 1877. Pterolichus ingår i familjen Pterolichidae.
Släktet innehåller bara arten Pterolichus obtusus. Pterolichus är enda släktet i familjen Pterolichidae.